# Naushad Ali

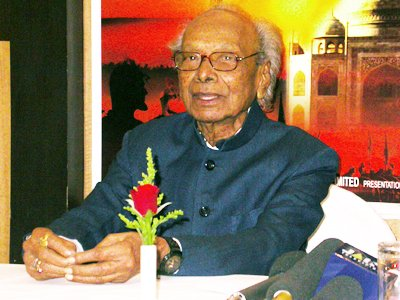
Naushad im Jahr 2005

Naushad Ali (oft nur Naushad; Hindi नौशाद अली Nauśād Alī; * 25. Dezember 1919 in Lakhnau; † 5. Mai 2006 in Mumbai, Maharashtra) war einer der führenden Filmmusikkomponisten des indischen Bollywood-Kinos.
Naushad kam in den späten 1930er Jahren von Lakhnau nach Mumbai, um als Musiker zu arbeiten. In den 1940er Jahren begann sein Aufstieg zum erfolgreichen Musikkomponisten.
Naushad brachte die Playbacksänger Lata Mangeshkar und Mohammed Rafi ins Filmmusikgeschäft. Seine professionelle Ausbildung in hindustanischer Musik befähigte ihn, Adaptionen hindustanischer Ragas in seine Kompositionen einzuarbeiten. Zu seinen größten Hits zählen die Musiken zu Mughal-e-Azam, Mother India und Baiju Bawra, für den er einen Filmfare Award erhielt.
Naushad wurde 1981 für seinen herausragenden Beitrag zum indischen Film mit dem Dadasaheb Phalke Award ausgezeichnet.